# MG 81
MG 81 byl německý pásem nabíjený kulomet ráže 7,92 × 57 mm Mauser používaný Luftwaffe za druhé světové války v různých letounech jako náhrada za starší kulomet MG 15 s bubnovým zásobníkem.
MG 81 byl vyvinut firmou Mauser z úspěšného univerzálního kulometu MG 34. Při vývoji se hledělo na snížení výrobních nákladů a času a dále na optimalizaci kulometu pro použití v letadlech. Vývoj probíhal v letech 1938/1939 a výroba od roku 1940 do roku 1945.
Speciální zdvojená verze MG 81Z (Z znamená Zwilling - "zdvojený") byla představena v roce 1942. Dvě spárované zbraně na jednom závěsu poskytovaly ještě více palebné sily s maximální kadencí 3 200 ran za minutu, aniž by vyžadovaly o mnoho více prostoru než standardní kulomet.
Ke konci války bylo mnoho exemplářů s pažbou a dvojnožkou dodáno i armádě pro použití u pozemních sil.

## Použití u letadel
- Dornier Do 217
- Heinkel He 111
- Heinkel He 177
- Junkers Ju 88
- Junkers Ju 87
- Focke-Wulf Fw 189